# Сатанинські обряди Дракули
Сатанинські обряди Дракули (англ. The Satanic Rites of Dracula) — англійський фільм жахів 1973 року.

## Сюжет
Лондон 1973 рік. Постійні зборів політиків, бізнесменів та інших найважливіших персон міста в таємничому особняку турбують Скотланд-Ярд. Сатанинські ритуали або політична змова? Дослідник вампіризму Ван Хельсинг та інспектор Мюррей проводять розслідування і з'ясовують, що Дракула, який ховається під ім'ям мільйонера Денхема, готує змову з військовими і впливовими людьми світу, щоб повалити англійський режим правління і поширити вампірську заразу по всьому світу.

## У ролях
| Актор           | Роль                           |
| --------------- | ------------------------------ |
| Крістофер Лі    | граф Дракула                   |
| Пітер Кашинг    | професор Лоррімер Ван Хельсинг |
| Майкл Коулз     | інспектор Мюррей               |
| Вільям Франклін | Торренс                        |
| Фредді Джонс    | професор Джуліан Кілі          |
| Джоанна Ламлі   | Джессіка Ван Хельсинг          |
| Річард Вернон   | полковник Метьюз               |
| Барбара Ю Лінг  | Чин Ян                         |
| Патрік Барр     | лорд Керрадайн                 |
| Річард Метьюз   | Джон Портер                    |